# C23H28N2O3
化学式C23H28N2O3（摩尔质量 380.48 g/mol）可以指：
- 波吲洛尔 混合CAS号：62658-63-3 
  - R-异构体 PubChem CID：13302097
  - S-异构体 PubChem CID：13302096
- 明多地洛 混合CAS号：70260-53-6 
  - R-异构体 PubChem CID：92135696
  - S-异构体 CAS号：70260-56-9
- S20 (化合物) PubChem CID：56947089
  - (+)-异构体 PubChem CID：56947088

|  | 这个同类索引页列出了具有相同分子式的化学物（即同分異構體）条目。 除非您是有意链接至本页，否则应将相应条目的内部链接指向正确的条目。 |